# Centralhatchee
Centralhatchee é uma cidade  localizada no estado americano de Geórgia, no Condado de Heard.

## Demografia
Segundo o censo americano de 2000, a sua população era de 383 habitantes.
Em 2006, foi estimada uma população de 393, um aumento de 10 (2.6%).

## Geografia
De acordo com o United States Census Bureau tem uma área de
8,5 km², dos quais 8,5 km² cobertos por terra e 0,0 km² cobertos por água.

## Localidades na vizinhança
O diagrama seguinte representa as localidades num raio de 24 km ao redor de Centralhatchee.